# Section R

Logo de la série

Section R est une série de bande dessinée d'aventure sportive du Belge Raymond Reding dont les histoires ont été publiées entre 1972 et 1979 dans l'hebdomadaire Tintin.
La Section R est un groupe composé des jeunes Sophie Ravenne et Django Riva et de l'ancien catcheur Tonton. Spécialisé dans le sport, ces trois enquêteurs résolvent divers problèmes les confrontant parfois au fantastique.

## Publications

### Périodiques
La série a été publiée sous forme de récits courts et à suivre dans les éditions belges et français de Tintin.

### Albums
- Raymond Reding, Section R[3] :

1. Section R, Le Lombard coll. « Jeune Europe », 1975.
2. Le Sophar de Sophie, Le Lombard coll. « Jeune Europe », 1976.
3. Le Territoire des dix, Le Lombard coll. « Jeune Europe », 1977.
4. Un cobaye nommé Django, Horus, 1979.
5. L'Effet d'Albion, Horus, 1979.
6. La Baraka, Horus, 1980.
7. Les Mnémochoses, Horus, 1980.
8. L'Anderlechtois, Bédéscope, 1982.